# Moliendo café
Moliendo café è una canzone del musicista venezuelano Hugo Blanco, scritta nel 1958 quando il cantautore aveva soltanto 18 anni.
Secondo alcuni José Manzo Perroni, zio di Hugo, lo aiutò a comporre la canzone. Negli anni seguenti, Perroni disse di essere stato lui a comporre la melodia e fece causa al nipote.
Soprattutto nelle stampe delle cover (in particolare del brano cantato da Mina) è possibile trovare Hugo Blanco indicato con lo pseudonimo 'Korn'.
La melodia del pezzo è diventata, grazie ad un video caricato nel 2007 su YouTube, anche un coro da stadio universalmente diffuso. La sua interpretazione più famosa è quella della curva "Catello Mari" della Cavese, appunto mostrata nel sopracitato filmato, con l'appellativo di Dale Cavese. Nonostante ciò, la prima tifoseria ad averne usufruito è stata quella del Boca Juniors.

## Storia
La prima incisione in assoluto è quella dell'autore Hugo Blanco che fu #1 in Argentina nel 1961. Se non si considera il singolo promozionale del caffè Hag stampato in Germania l'anno prima dallo stesso. Nel 1958, in Messico, è pubblicato il primo album di Blanco La chispita-Moliendo café (Bedart – 7004).
Il grande successo internazionale arriva in lingua spagnola con la versione di Mario Suárez y su Conjunto Venezolano, in un EP per il mercato latino nel 1961 o ancor più con la successiva (1962) della cantante cubana Xiomara Alfaro accompagnata dallo stesso Suárez e il suo complesso, ritenuta da molti la migliore musicalmente.
Oggi la canzone vanta più di 800 versioni in moltissime lingue, in Giappone si intitola Coffee Rumba, in Indonesia Kopi Dangdut e fu un grande successo nel 1991.

## Cover
- 1961 - In Europa fu lanciata dal gruppo Digno Garcia y sus Carios, che la incise in un 45 giri (Palette, PB 40090) e nell'album Guantanamera' del 1966 (Palette, PPB 247) ottenne grande successo.
- 1961 - Mina, con un singolo (Italdisc – MH 96) che va in testa alla hit parade per due settimane la primavera seguente,[5] e come titolo del suo nuovo album del 1962 (Italdisc – LPMH 184) che lo contiene. Questa versione raggiunge anche l'undicesimo posto assoluto delle vendite in Italia tra il 1961 e il 1962.[6]. Nello stesso anno incide il brano in spagnolo (Discophon – 17.191).
- 1976 - Julio Iglesias la include nel suo disco America uscito nel dicembre del 1976.
- 1978 - Monserate starring Lyda Zamora (45 giri) (Telefunken – TEL 1006); album Monserate (Telefunken – GM-200.2596)
- 1983 - Cheaps (EP) (Memory Records – MEMIX 003)
- 1992 - Azúcar Moreno, duo femminile spagnolo, della famiglia Salazar, ne fanno una loro versione per l'album Ojos Negros
- 2010 - Antonello Gabelli (EP) (I.D. Limited – I.D.L. 009)
- 2010 - Bu Bu Band (Discomagic Records – MIX 006) (singolo); album Italo Disco Hits Volume 1 (ZYX Music – ZYX 55698-2)